# بازی موبایل
بازی گوشی یا موبایل گیم (به انگلیسی: Mobile game) یک گونه از بازی ویدئویی است که مخصوص اجراکردن و بازی‌کردن روی تلفن همراه ساده، تلفن هوشمند، تبلت، یا دستیار دیجیتال شخصی توسعه یافته است.
بازی‌های موبایل معمولاً از طریق یک فروشگاه اپلیکیشن عرضه می‌شوند تا توسط مصرف‌کننده دانلود و نصب شوند، ولی بعضی از انواع ساده و ابتدایی آن‌ها بر روی خود دستگاه همراه، نصب‌شده هستند.
در سال ۱۹۹۷، شرکت نوکیا، بازی مار را که در ابتدا یک بازی آرکید بود و سپس روی انواع مختلف کنسول بازی ویدئویی خانگی منتشرشده بود را روی تلفن‌های همراه خود منتشر کرد که تبدیل به یکی از مشهورترین و پرافتخارترین و پراجراشده‌ترین بازی‌های موبایل شد.